# Ciento volando de catorce
Ciento volando de catorce es una recopilación de poemas de Joaquín Sabina. El cantautor español escribió estos sonetos en 2001 después de sufrir un accidente isquémico cerebral leve y una depresión que le impidieron subir a los escenarios. Durante este periodo Sabina se dedicó solamente a los sonetos y afirmaba que no volvería a subir a los escenarios a cantar. 
Este fue publicado en principio como un pequeño libro pero luego salió a la venta un CD donde Joaquín recita sus sonetos.

## Lista de sonetos
1. Coitus Interrupto
2. Sotanas y Coturnos
3. Manga Por Hombro
4. Qué Bueno Era
5. Doble o Nada
6. De Pie Sigo
7. Con Pepitas de Oro
8. Bajo los Puentes
9. Sin Puntos Ni Comas
10. La Guerra de los Mundos
11. ¿Auténtico Decís?
12. Otra Vez En Madrid
13. Me Chupo el Dedo
14. Cosido a Tu Capote
15. El Maestro Antoñete
16. Voyeur
17. El Brillo de Su Ausencia
18. Cuando Tengas Frío
19. Don Mendo No Se Hereda
20. Yo Te Saludo
21. Del Imperio Austro-Húngaro
22. El Primogénito del Comisario
23. Benditos, Malditos
24. Alrededor No Hay Nada
25. Tal Para Cual
26. ¿A Quién Hay Que Matar?
27. Socorro Pido
28. El Primero de Enero
29. Puntos Suspensivos
30. Silicona
31. Sin Romper Cristales
32. Dentro de Un Tiempo
33. Este Ya
34. Matar las Tardes
35. De 14 Todos

- Datos: Q5769149